# Уфимский (Хайбуллинский район)
Уфи́мский (баш. Өфө аулы) — село в Хайбуллинском районе Башкортостана. Административный центр Уфимского сельсовета. Согласно переписи 2020 года население составляло 1223 человека.
С 2005 современный статус.

## География
Расстояние до:
- районного центра (Акъяр): 47 км,
- ближайшей ж/д станции (Сибай): 90 км.

Находится на правом берегу реки Таналык.

## История
Статус село посёлком приобретён согласно Закону Республики Башкортостан от 20 июля 2005 года N 211-з «О внесении изменений в административно-территориальное устройство Республики Башкортостан в связи с образованием, объединением, упразднением и изменением статуса населенных пунктов, переносом административных центров», ст. 1.

5.Изменить статус следующих населенных пунктов, установив тип поселения — село:

32) в Хайбуллинском районе:

а) поселка Садовый Акъярского сельсовета;

б) поселка Степной Степного сельсовета;

в) поселка Татыр-Узяк Татыр-Узякского сельсовета;

г) поселка Уфимский Уфимского сельсовета;

д) поселка Целинное Целинного сельсовета;

е) деревни Байгускарово Байгускаровского сельсовета

## Население
| 2002 | 2010  |
| ---- | ----- |
| 1404 | ↘1329 |

Национальный состав
Согласно переписи 2002 года, преобладающая национальность — башкиры (77 %).

## Религия
В селе есть мечеть имени Зайнуллы и православная церковь Моисея Уфимского.